# Dieblich
Dieblich là một đô thị thuộc huyện Mayen-Koblenz bang Rheinland-Pfalz, phía tây nước Đức. Đô thị Dieblich có diện tích 17,68 km², dân số thời điểm ngày 31 tháng 12 năm 2006 là 2426 người.